# Globe (Arto)
Globe var ett amerikanskt skivmärke under 1920-talet.
Etiketten, vilken utgavs 1921-1922, tillverkades av bolaget Arto och samtliga kända utgåvor är identiska med utgåvor på detta bolags huvudetikett med samma namn. De tidigaste Globe-utgåvorna har svarta etiketter med guldskrift och katalognummer som bygger på Artos enligt principen Arto 9019 = Globe K-19. Senare ändrades etikettfärgerna till blått och grått och katalognumreringen blev i stället identisk med Artos minus 2000, det vill säga Arto 9722 = Globe 7722. Många av de Artomatriser som gavs ut på Globe utkom även på dess systeretikett Bell.